# Alfons Fritz (Architekt)

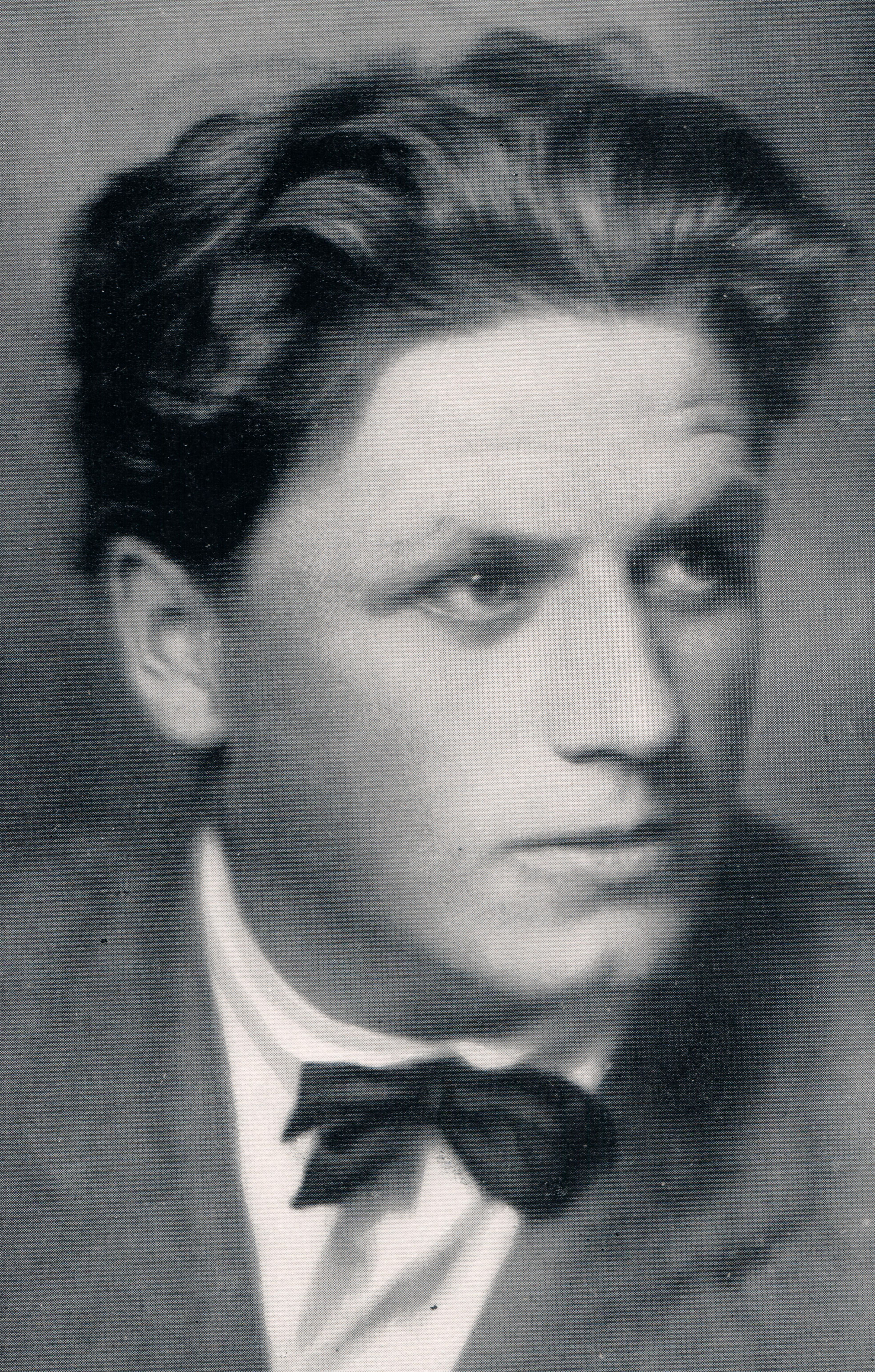
Architekt Alfons Fritz, etwa 1927

Johann Maria Alfons Fritz (* 2. August 1900 in Andelsbuch, Vorarlberg; † 7. Februar 1933 in Dornbirn) war ein Baukünstler und Architekt.

## Leben

### Herkunft und Familie
Fritz wurde als Sohn des Hutmachers Alois Fritz († 1913), welcher in seiner Freizeit Organist und Chorregent war, und seiner Gattin Maria Ursula Meusburger geboren. Er hatte einen jüngeren Bruder, Anton (1901–1989), der 1915 ins Lehrerseminar eintrat und ab 1938 Schulleiter in Andelsbuch war.
Alfons Fritz lernte 1925 in Wien seine Frau Hildegard Mümmler kennen, die er nach kurzer Bekanntschaft heiratete. Zusammen übersiedelten sie nach Dornbirn. Aus der Ehe entstammen drei Kinder. Sein mittlerer Sohn Rochus hatte Luis Trenker als Taufpate, welcher mit Clemens Holzmeister zusammengearbeitet hatte.

### Studium
Er besuchte bis 1919 die Realschule in Dornbirn (hier lernte er seinen Freund Edmund Kalb kennen) und wollte eigentlich erst Kunstmaler werden, wechselte dann aber aufgrund der besseren Verdienstaussichten zur Architektur. Fritz studierte dann unter schwierigen finanziellen Verhältnissen (ein Darlehen kam vom Professor für Allgemeine Kunstgeschichte Joseph Popp) Architektur in München an der Technischen Hochschule, konnte nach nur vier Jahren mit Auszeichnung abschließen. Seine Studienarbeit hatte er 1923 bei Heinrich von Schmidt vorgelegt.
Seine Studienkollegen waren u. a. Heinz Moll.

### Tätigkeiten
Zum Ende 1923 wechselte er in das Architekturbüro von Clemens Holzmeister nach Innsbruck. 1924 illustrierte er gemeinsam mit seinem Freund Bartle Kleber das Sonderheft Bregenzerwald der Zeitschrift Heimat. Holzmeister berief Alfons Fritz 1925 für kurze Zeit in sein Privatatelier an der Akademie der bildenden Künste in Wien.
Alfons Fritz siedelte er Mitte 1926 nach Dornbirn über und arbeitete kurz für das Baugeschäft J. A. Albrich.
Im November 1926 eröffnete er in Dornbirn sein eigenes Architekturbüro und konnte u. a. ein Empfehlungsschreiben von German Bestelmeyer vorweisen. 1927 entwarf er das Logo des Vorarlberger Landesmuseumsvereins.
Von 1928 bis 1930 war er nebenher als Hilfslehrer tätig und unterrichtete ab Anfang Im Mai 1932 an der Bundeslehranstalt für das Baufach und Elektrotechnik in Bregenz. Es folgte seine Ernennung zum gerichtlich beeidigter Sachverständiger 1929. Anschließend legte er Mitte 1932 noch die Prüfung als Zivilarchitekt ab. 1933 folgte noch die Bestätigung des Zivilingenieurs für Hochbau als Anrechnung des Zivilarchitekten.

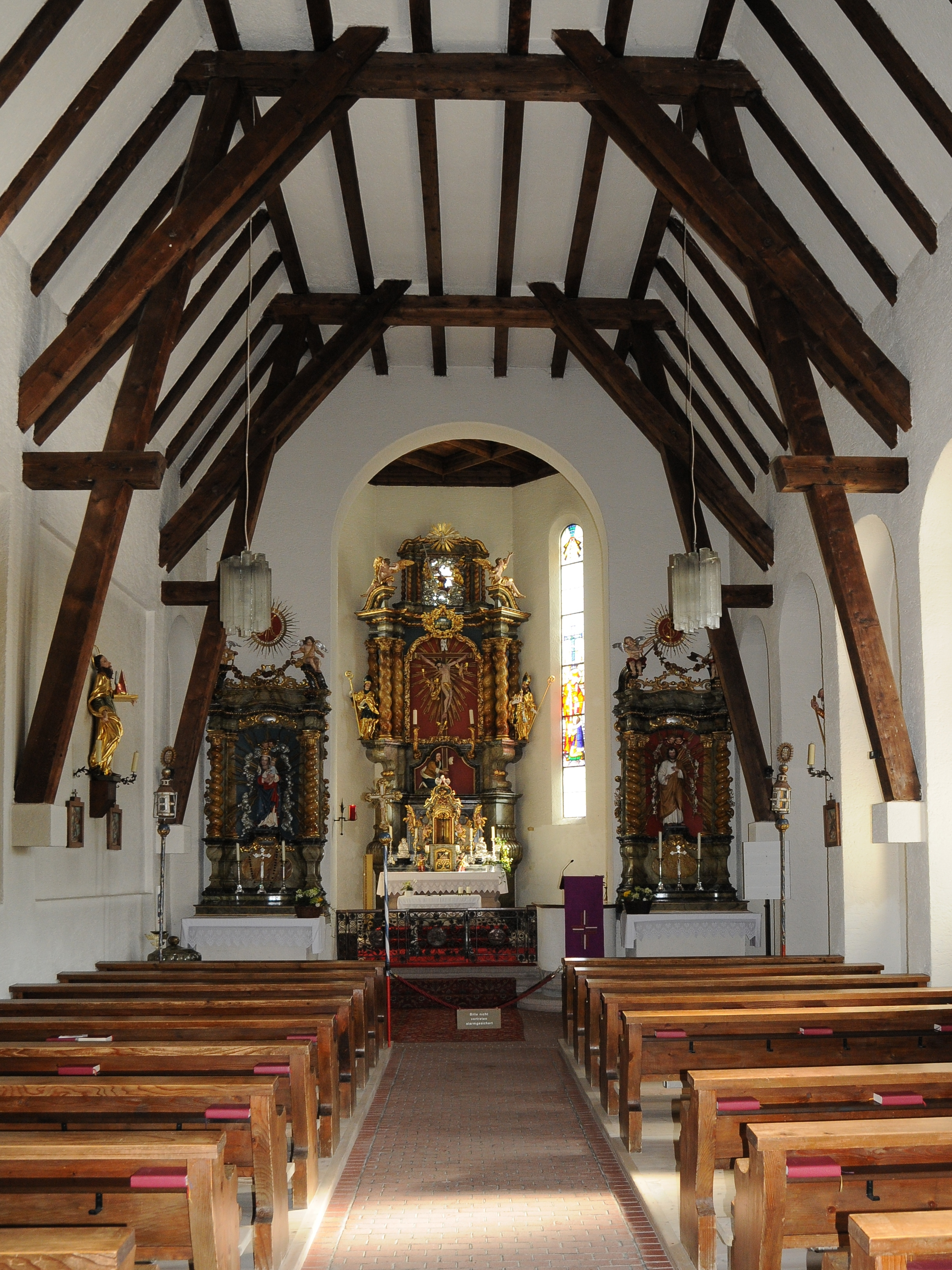
Pfarrkirche Ebnit

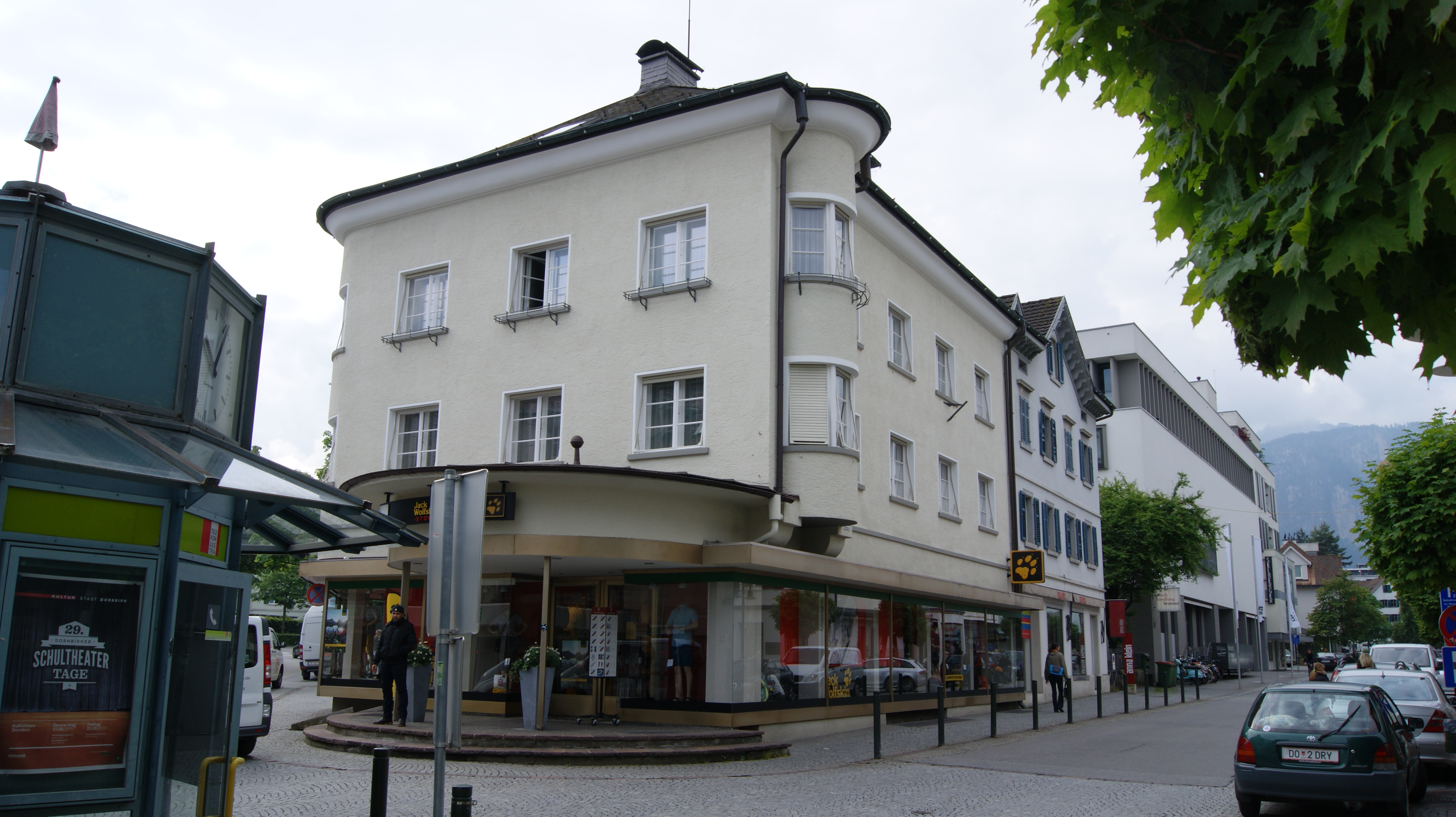
Marktstraße 29 in Dornbirn

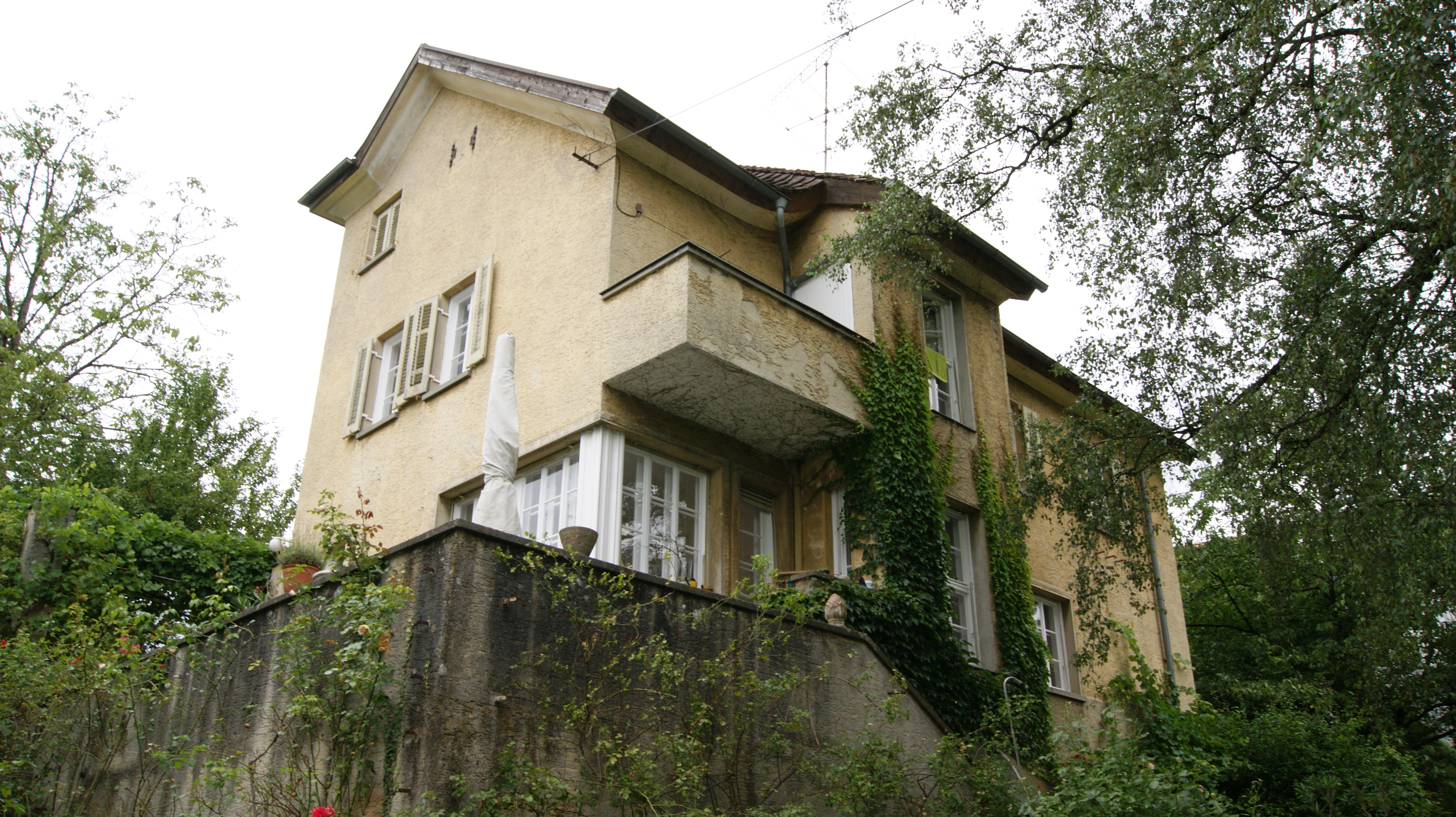
Haus Rinderer, Pater-Grimm-Weg 16 in Feldkirch. Noch weitgehend im Originalzustand

## Werke (Auswahl)
Fritz war vor allem in Vorarlberg tätig. Hier schuf er unter anderem die Entwürfe für folgende Bauprojekte:
- Atelierhaus in Innsbruck, wahrscheinlich für Thomas Riss, 1926;
- Kriegerdenkmal bei der Laurentiuskirche (Bludenz), 1927/28;[4]
- Haus Karl Bär (Agent) in Dornbirn, 1927/28;
- Haus Johann Bohle in Dornbirn, 1927/28;
- Parkgestaltung Postamt Bludenz, 1928;
- Musikpavillon in Schruns, 1928;
- die inzwischen denkmalgeschützte Pfarrkirche Ebnit (Listeneintrag) und den angebauten Pfarrhof (Beständerhaus, Listeneintrag), 1928/29;
- Umbau Marienheim (Andelsbuch), 1929;
- Wohn- und Geschäftshaus Paul Waibel in Dornbirn (Marktstraße 29), 1929/1930;[5]
- Stahlbad Andelsbuch, 1929/30;
- Wohnhaus Leo Rinderer in Feldkirch, 1929/1930;
- Kriegerdenkmal in Wolfurt, 1930;
- Grabmal von Jodok Fink auf dem Friedhof Andelsbuch, 1930;
- Erweiterung der denkmalgeschützten Pfarrkirche Hl. Luzius (Listeneintrag) in Göfis, 1930/31;
- Haus Alfons Fritz in Dornbirn, als Nachbar von Alfons Luger, 1931/32;
- Wälderhaus als Ferienhaus für den Fabrikanten Artur Hämmerle (Textilfabrik F.M. Hämmerle) in Schwarzenberg, 1932;
- Erweiterung der Armenversorgungsanstalt und deren Hauskapelle in Bezau, 1932/33;
- Hotel Madlener in Damüls, 1933.

Daneben sind weitere Wohnhaus-, Hotel- und öffentliche Bauten erhalten, die von ihm geschaffen wurden.
Ein Werkverzeichnis mit Fotos und Grundrissen ist bei Ute Denkberger zu finden.

## Wettbewerbe
- Standschützendenkmal am Bergisel. Clemens Holzmeister errang den zweiten, Alfons Fritz den dritten Preis.
- 1924 Kriegsgedächtniskapelle am Ölberg, Bezau: zweiter Platz nach Kaspar Albrecht[6]